# Квадратный километр
Квадра́тный киломе́тр (км², кв. км, англ. km²) — единица измерения площади, кратная квадратному метру.
Квадратный километр — метрическая единица площади, равная площади квадрата со стороной 1000 м (1 км).
Один квадратный километр равен:
- 1 000 000 м²
- 10 000 000 000 см²
- 100 гектарам = 10 000 арам;
- 0,878 687 квадратным вёрстам;
- 0,386 102 квадратным милям;
- 247,105 381 акрам;

В свою очередь:
- 1 м² = 0,000 001 км²;
- 1 см² = 0,000 000 000 1 км²;
- 1 гектар = 0,01 км²;
- 1 ар = 0,0001 км²;
- 1 квадратная миля = 2,589 988 км²;
- 1 акр = 0,004 047 км².